# بيجارية آسية الورق
بيجارية آسية الورق (الاسم العلمي:Bejaria myrtifolia) هي نوع غير مؤكد  من النباتات تتبع جنس البيجارية من الفصيلة الخلنجية.